# TOMOHISA YAMASHITA LIVE TOUR 2012 〜エロP〜
『TOMOHISA YAMASHITA LIVE TOUR 2012 〜エロP〜』（トモヒサ ヤマシタ ライヴ ツアー 2012 エロピー）は日本のアイドル、山下智久の2枚目の映像作品。2012年12月12日にワーナーミュージック・ジャパンより発売された。

## 概要
2012年7月から8月にかけて、アルバム「エロ」を引っさげて行われたアリーナツアー『TOMOHISA YAMASHITA LIVE TOUR 2012 〜エロP〜』の東京・国立代々木第一体育館での最終公演(2012年8月29日)の模様を収録。
DVD初回盤、DVD通常盤、Blu-rayの3形態でのリリース。初回盤は、スペシャルパッケージ＆スペシャルブックレット仕様となっており、唇型特大パッケージに袋綴じが付いた64Pフォトブックレットを封入。Blu-rayはピクチャーレーベル仕様となっている。
収録内容は、全形態共通の内容が収録されている。

## 収録内容

### 本編映像
DISC 1
1. ERO -2012 version-
2. 愛、テキサス
3. はだかんぼー
4. 君と風と三日月
5. Inside, Outside
6. LOVE CHASE
7. One in a million
8. Hit the Wall
9. ゴメンネジュリエット
10. 僕だけの君に
11. Turn Off The Lights
12. PARTY DON'T STOP（feat. DJ DASK）
13. Be The One
14. Shiver
15. ロマンチック
16. BABY BABY
17. カリーナ
18. Blood Diamond
19. 踊る夜
20. PERFECT CRIME
21. 悩みの森の真ん中で
22. Candy
23. Dance Jam
24. Touch You

ENCORE
1. 抱いてセニョリータ
2. 青春アミーゴ

DOUBLE ENCORE
1. Loveless
2. 愛、テキサス

TRIPLE ENCORE
1. ERO -2012 version-

### 特典映像
DISC 2
1. Concert Making
2. 「ERO -2012 version-」[LIVE Re-edit]
3. 「愛、テキサス」multi-angle